# Idioma tepehua
El tepehua es una macrolengua indígena hablada en el oriente de México por la etnia tepehua. Este grupo étnico habita en varias comunidades de los estados de Veracruz, Hidalgo y Puebla. El tepehua forma parte de la familia lingüística totonacana con el idioma totonaco, y no debe ser confundido con la lengua uto-azteca llamada idioma tepehuán. 
El tepehua es una lengua del área lingüística mesoamericana y muestra varios de los rasgos comunes a las diversas familias que forman parte de esta región. Junto con otras sesenta y ocho lenguas indígenas de México y trescientas sesenta y cuatro variantes lingüísticas, es reconocido por ley como una lengua nacional en todo el territorio de la república mexicana, con igual validez que el idioma español, que es la lengua mayoritaria en ese país.

## Dialectos
| Variedad                | ISO | Territorio lingüístico                                | Comunidad lingüística |
| ----------------------- | --- | ----------------------------------------------------- | --------------------- |
| Tepehua de Huehuetla    | tee | Noreste de Hidalgo, Huehuetla, y Mecapalapa (Puebla). | 3000 (1982 SIL)       |
| Tepehua de Pisaflores   | tpp | Pisaflores Veracruz                                   | 4000 (censo de 1990). |
| Tepehua de Tlachichilco | tpt | Tlachichilco (Veracruz)                               | 3000 (1990 SIL).      |

## Morfología
El tepehua es una lengua aglutinante, donde las palabras usan sufijos complejos para una variedad de propósitos con varios morfemas encadenados.